# Stefan IV Młody
Stefan IV Młody, także Stefaniec (rum. Ștefan al IV-lea, także Ștefăniță; zm. 1527) – hospodar Mołdawii w latach 1517-1527 z rodu Muszatowiczów.
Był następcą i nieślubnym synem hospodara Bogdana III Ślepego. Ponieważ w chwili śmierci ojca był niepełnoletni, jego opiekunem wyznaczono najpotężniejszego lokalnego bojara Lukę Arbore (fundatora cerkwi w Arbore), który przewodził opozycji bojarskiej zarówno wobec ojca Stefana, jak i jego dziada (Stefana Wielkiego) w ostatnich latach jego panowania. W roku 1518 Mołdawia podpisała układ zaczepno-odporny z Polską. Gdy w 1522 Stefan został uznany za pełnoletniego, natychmiast zwrócił się przeciwko wielkim bojarom, chcącym usunąć go z tronu wobec zbyt dużej samodzielności, czego ofiarą padł m.in. Arbore stracony wraz z synami w kwietniu 1523. Zmusił także hospodara wołoskiego Radu de la Afumati do wydania tych spiskowców, który zbiegli na Wołoszczyznę.
Stefan planował podjąć działania w celu uniezależnienia Mołdawii od Imperium osmańskiego, jednak cechowała go porywczość, która powodowała brak realności jego planów. Zmarł zresztą wkrótce po objęciu władzy. Za jego syna uznawany jest niekiedy hospodar Jan Srogi, o którego pochodzeniu jednak nie mamy żadnych pewnych wiadomości.

## Literatura
- J. Demel, Historia Rumunii, Wrocław 1970.